# Elezioni parlamentari a Singapore del 2015
Le elezioni parlamentari a Singapore del 2015 si tennero l'11 settembre per il rinnovo del Parlamento.

## Risultati
| Liste                            | Voti      | %     | Seggi |
| -------------------------------- | --------- | ----- | ----- |
| Partito d'Azione Popolare        | 1 576 784 | 69,86 | 83    |
| Partito dei Lavoratori           | 281 697   | 12,48 | 10    |
| Partito Democratico di Singapore | 84 770    | 3,76  | –     |
| Partito di Solidarietà Nazionale | 79 780    | 3,53  | –     |
| Partito della Riforma            | 59 432    | 2,63  | –     |
| Singaporeans First               | 50 791    | 2,25  | –     |
| Partito del Popolo di Singapore  | 49 015    | 2,17  | –     |
| Alleanza del Popolo di Singapore | 46 508    | 2,06  | –     |
| Partito del Potere Popolare      | 25 460    | 1,13  | –     |
| Indipendenti                     | 2 779     | 0,12  | –     |
| Totale                           | 2 257 016 | 100   | 93    |

## Contrassegni elettorali
| Partito d'Azione Popolare        | Partito dei Lavoratori           | Partito Democratico di Singapore |
| Partito di Solidarietà Nazionale | Partito della Riforma            | Singaporeans First               |
| Partito del Popolo di Singapore  | Alleanza del Popolo di Singapore | Partito del Potere Popolare      |